# Mimosa burkartii
Mimosa burkartii är en ärtväxtart som beskrevs av Marchesi. Mimosa burkartii ingår i släktet mimosor, och familjen ärtväxter. Inga underarter finns listade i Catalogue of Life.